# Przewodniczący Bundestagu
Przewodniczący Niemieckiego Bundestagu (niem. Präsident des Deutschen Bundestages)

## Chronologiczna lista przewodniczących niemieckiej izby niższej parlamentu –Bundestagu
| #  | Imię i Nazwisko                | Portret | Kadencja             | Kadencja             | Partia polityczna | Partia polityczna |
| #  | Imię i Nazwisko                | Portret | Od                   | Do                   | Partia polityczna | Partia polityczna |
| -- | ------------------------------ | ------- | -------------------- | -------------------- | ----------------- | ----------------- |
| 1  | Erich Köhler (1892–1958)       |         | 7 września 1949      | 18 października 1950 |                   | CDU/CSU           |
| 2  | Hermann Ehlers (1904–1954)     |         | 19 października 1950 | 29 października 1954 |                   | CDU/CSU           |
| 3  | Eugen Gerstenmaier (1906–1986) |         | 16 listopada 1954    | 31 stycznia 1969     |                   | CDU/CSU           |
| 4  | Kai-Uwe von Hassel (1913–1997) |         | 5 lutego 1969        | 13 grudnia 1972      |                   | CDU/CSU           |
| 5  | Annemarie Renger (1919–2008)   |         | 13 grudnia 1972      | 14 grudnia 1976      |                   | SPD               |
| 6  | Karl Carstens (1914–1992)      |         | 14 grudnia 1976      | 31 maja 1979         |                   | CDU/CSU           |
| 7  | Richard Stücklen (1916–2002)   |         | 31 maja 1979         | 29 marca 1983        |                   | CDU/CSU           |
| 8  | Rainer Barzel (1924–2006)      |         | 29 marca 1983        | 25 października 1984 |                   | CDU/CSU           |
| 9  | Philipp Jenninger (1932–2018)  |         | 5 listopada 1984     | 11 listopada 1988    |                   | CDU/CSU           |
| 10 | Rita Süssmuth (ur. 1937)       |         | 25 listopada 1988    | 26 października 1998 |                   | CDU/CSU           |
| 11 | Wolfgang Thierse (ur. 1943)    |         | 26 października 1998 | 18 października 2005 |                   | SPD               |
| 12 | Norbert Lammert (ur. 1948)     |         | 18 października 2005 | 24 października 2017 |                   | CDU/CSU           |
| 13 | Wolfgang Schäuble (1942–2023)  |         | 24 października 2017 | 26 października 2021 |                   | CDU/CSU           |
| 14 | Bärbel Bas (ur. 1968)          |         | 26 października 2021 | 25 marca 2025        |                   | SPD               |
| 15 | Julia Klöckner (ur. 1972)      |         | 25 marca 2025        | nadal                |                   | CDU/CSU           |